# جرج فردریک واتس

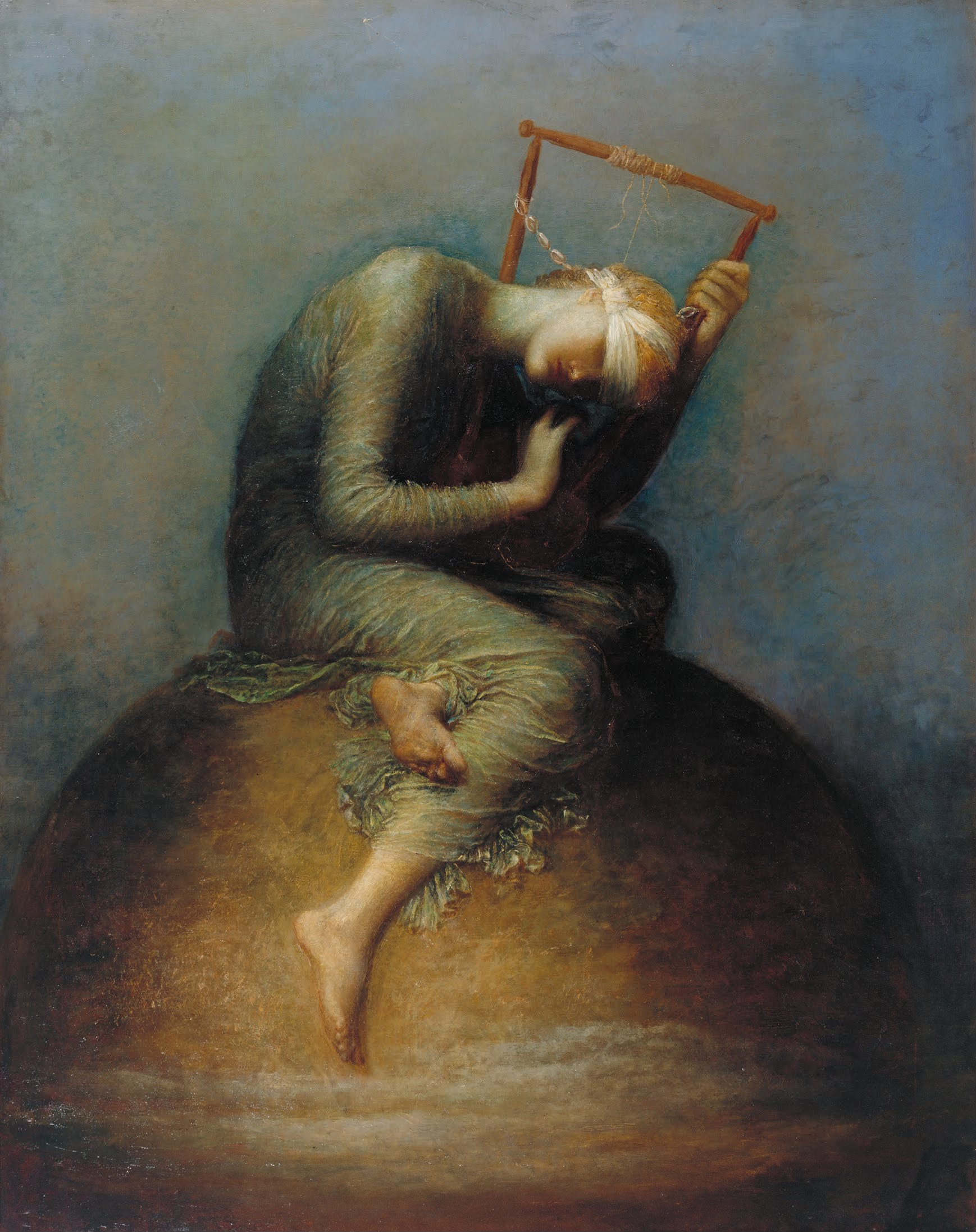
نقاشی با نام امید که در سال ۱۸۸۶ کشیده شد.

جرج فردریک واتس(به انگلیسی: George Frederic Watts) (زادهٔ ۲۳ فوریه ۱۸۱۷میلادی و درگذشتهٔ ۱ ژوئیه ۱۹۰۴میلادی) نقاش و پیکره‌ساز بریتانیایی بود. پیکرهٔ سوار بر اسب با عنوان نیروی جسمانی، از جمله مجسمه‌های اوست. «امید» (۱۸۸۶میلادی)، تک چهرهٔ سویین برن (۱۸۶۵میلادی)، اغوای حوا (۱۸۹۵میلادی)، پس‌از طوفان و همچنین «عشق و زندگی» از نقاشی‌های مشهور او محسوب می‌شود. وی با چهره‌نگاری زندگی خود را تأمین می‌کرد.
خود او این تک‌چهره‌ها را که آثاری استادانه به شمار می‌رفتند در مقایسه با نقاشی‌های تمثیلی‌اش بی‌اهمیت می‌انگاشت.
اغلب، مشکلات و شرایط سخت زندگی فقرا و محرومان موضوع آثار فردریک واتس را تشکیل می‌دهد. با وجودی‌که این نقاش پس از مرگ شهرت نسبی خود را از دست داد ولی دو تابلوی وی به نام «امید» و دیگری «عشق و زندگی» از آثار مشهور وی هستند.
تابلوی «عشق و زندگی» این هنرمند نقاش از سوی بریتانیا به مردم آمریکا تقدیم شد و تئودور روزولت رئیس جمهور اسبق آمریکا آنرا در یکی از تالارهای کاخ سفید نصب کرد.

## زندگی‌نامه
واتس در ماری‌لبون در مرکز لندن در روز تولد جورج فردریک هندل (که پس از آن به نام او نام‌گذاری شد) در خانواده‌ای که مادرش همسر دوم یک سازنده پیانو فقیر بود، به دنیا آمد. او از نظر جسمانی ضعیف بود و در حالی که هنوز کودک بود مادرش از دنیا رفت، و در خانه توسط پدرش هم در چارچوبی محافظه‌کارانه مسیحیت و هم از طریق آثار کلاسیکی مانند «ایلیاد»آموزش دید. اولی (مسیحیت محافظه‌کارانه) او را برای همیشه از دین معمول زده کرد، در حالی که دومی (آثار کلاسیک) تأثیری دائمی بر هنر او داشت. او از همان ابتدا استعداد هنری‌اش را نشان داد، از سن ۱۰ سالگی نزد ویلیام بنز مجسمه‌سازی را آموخت، با اشتیاق فراوان به مطالعه مرمر نماهای الگین پرداخت (و بعدها نوشت: «فقط از آن‌ها بود که آموختم») و سرانجام در سن ۱۸ سالگی وارد آکادمی سلطنتی هنر گردید.

## نگارخانه
- جرج مردیث